# GENCI

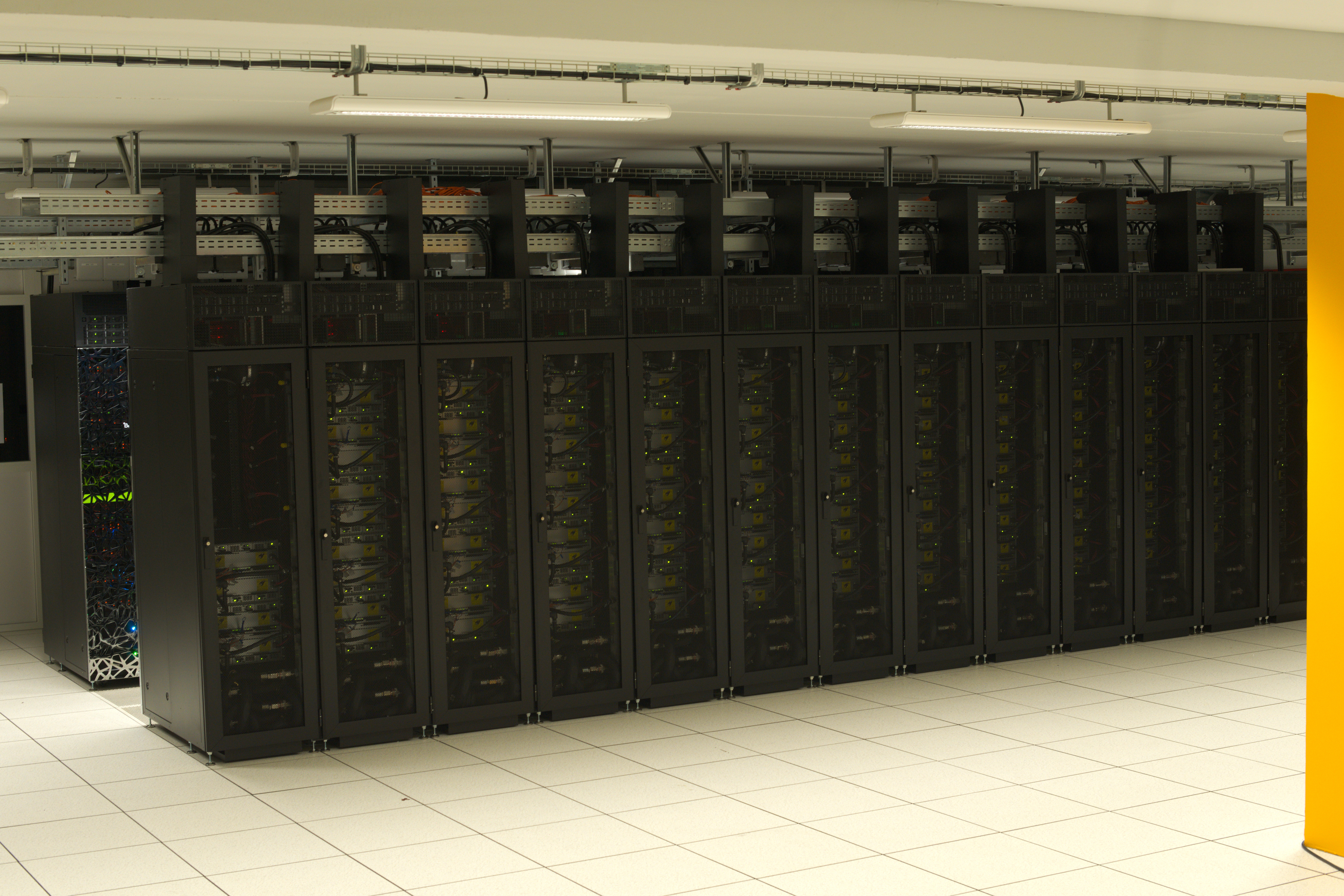
De supercomputer Occigen in 2014

GENCI (afkorting van Grand Équipement National de Calcul Intensif) is een Franse organisatie die de aanschaf en het gebruik van supercomputers voor algemeen gebruik in Frankrijk coördineert. GENCI is voor 49% rechtstreeks eigendom van de Franse staat, voor 20% van het CEA, voor 20% van het CNRS, voor 10% van verschillende universiteiten, en voor 1% van Inria. GENCI is opgericht in 2007 en is gevestigd in Parijs.
Het mandaat van GENCI is
- het uitvoeren van de nationale strategie met betrekking tot supercomputers ten behoeve van wetenschappelijk onderzoek, in samenwerking met de drie nationale rekencentra (IDRIS, CINES, en TGCC),
- deelnemen in het Europese systeem voor grootschalig rekenwerk (zoals PRACE) en
- het bevorderen van (grootschalige) computersimulatie en parallel programmeren zowel voor wetenschappelijk onderzoek als voor het bedrijfsleven.

GENCI financiert de aanschaf van supercomputers, meestal ter waarde van enkele miljoenen euro's, die vervolgens door een van de drie rekencentra beheerd worden. GENCI distribueert ook, uit naam van de rekencentra, de rekentijd op deze systemen. Tijdens halfjaarlijkse campagnes kunnen wetenschappers onderzoeksvoorstellen indienen die op basis van hun merites, eerdere prestaties van de aanvragers, en de beschikbare rekentijd geheel of gedeeltelijk kunnen worden gehonoreerd.
Tot de recentste aanwinsten van GENCI behoren de machines
- Occigen, een Bull cluster met 86048 processorkernen en een piekcapaciteit van 3,5 petaFLOPS, geïnstalleerd in januari 2015 bij CINES[1],
- Irène Joliot-Curie (genoemd naar de scheikundige Irène Joliot-Curie), een Atos machine met een piekcapaciteit van 9,4 petaFLOPS, geïnstalleerd in 2018 bij TGCC[2] en
- Jean Zay (genoemd naar de voormalige minister van onderwijs Jean Zay), een Hewlett-Packard machine met zowel CPUs als GPGPUs en een piekcapaciteit van 14 petaFLOPS die in 2019 bij IDRIS geplaatst zal worden.[3]

De supercomputers van de Franse rekencentra staan op het moment van ingebruikname over het algemeen op plaats 10 tot 20 in de internationale TOP500 van snelste computers, en behoren tot de grootste in Europa.